# Бунтеиха
Бунтеиха — деревня в Московской области России. Входит в городской округ Солнечногорск. Население — 2 чел. (2010).

## География
Деревня Бунтеиха расположена на севере Московской области, в восточной части округа, примерно в 21 км к юго-востоку от центра города Солнечногорска, в 26 км к северо-западу от Московской кольцевой автодороги, между Московским малым кольцом А107 и Большим кольцом Московской железной дороги.
К деревне приписано садоводческое некоммерческое товарищество. Ближайшие населённые пункты — деревни Стародальня и Холмы.

## Население
| 1852 | 1859 | 1890 | 1899 | 1926 | 1998 |
| ---- | ---- | ---- | ---- | ---- | ---- |
| 79   | ↘76  | ↗89  | ↗95  | ↗150 | ↘2   |
| 2002 | 2010 |      |      |      |      |
| ↗3   | ↘2   |      |      |      |      |

## История
Бунтеиха, деревня 6-го стана, Государственных Имуществ, 35 душ м. п., 44 ж., 16 дворов, 43 версты от Тверской заставы, проселком.— Нистрем К. Указатель селений и жителей уездов Московской губернии, 1852 г.
В «Списке населённых мест» 1862 года — казённая деревня 6-го стана Московского уезда Московской губернии по левую сторону Рогачёвского тракта (от Москвы на Санкт-Петербург между Дмитровским трактом и Московским шоссе), в 43 верстах от губернского города, при пруде Добренском, с 12 дворами и 76 жителями (38 мужчин, 38 женщин).
По данным на 1890 год — деревня Дурыкинской волости Московского уезда с 89 душами населения.
В 1913 году — 20 дворов.
По материалам Всесоюзной переписи населения 1926 года — деревня Холмовского сельсовета Бедняковской волости Московского уезда в 1 км от Стародальневского шоссе и 17 км от станции Поворово Октябрьской железной дороги, проживало 150 жителей (76 мужчин, 74 женщины), насчитывалось 27 крестьянских хозяйств.
С 1929 года — населённый пункт в составе Сходненского района Московского округа Московской области. Постановлением ЦИК и СНК от 23 июля 1930 года округа как административно-территориальные единицы были ликвидированы.
1929—1932 гг. — деревня Стародальневского сельсовета Сходненского района.
1932—1954 гг. — деревня Стародальневского сельсовета Солнечногорского района.
1954—1957 гг. — деревня Литвиновского сельсовета Солнечногорского района.
1957—1959 гг. — деревня Литвиновского сельсовета Химкинского района.
1959—1960 гг. — деревня Кировского сельсовета Химкинского района.
1960—1963, 1965—1994 гг. — деревня Кировского сельсовета Солнечногорского района.
1963—1965 гг. — деревня Кировского сельсовета Солнечногорского укрупнённого сельского района.
В 1994 году Московской областной думой было утверждено положение о местном самоуправлении в Московской области, сельские советы как административно-территориальные единицы были преобразованы в сельские округа.
С 1994 до 2006 гг. деревня входила в Кировский сельский округ Солнечногорского района.
С 2005 до 2019 гг. деревня включалась в Пешковское сельское поселение Солнечногорского муниципального района.
С 2019 года деревня входит в городской округ Солнечногорск, в рамках администрации которого относится с территориальному управлению Пешковское.